# 시리온강
시리온강(Sirion)은 《실마릴리온》에 등장하는 지명이다. 가운데땅의 중요한 강 중에 하나로 벨레리안드에 있었다.

## 개요
시리온 강은 동서 벨레리안드를 가르는 강으로 에이셀 시리온으로부터 발라르 만까지에 이르는 대체로 남쪽으로 흐르는 강이다. 강물은 시리온 고개, 세레크 습지를 지나 남쪽으로 향하며, 브레실 숲의 서쪽과 딤바르, 도리아스 동쪽을 가로질러 결과적으로 발라르 만에서 바다로 향한다.
에이셀 시리온은 놀도르 왕국의 중요한 요새 역할을 담당하였으며, 지류가 중간에 거치는 도리아스 왕국은 니르나에스 아르노에디아드 이전까지 안전한 구역으로 번영을 누렸다. 바다와 접하는 시리온 하구는 이후에 모르고스 혹은 페아노르의 맹세에 충실한 놀도르에 의해 몰락한 난민들의 피난처로 쓰이게 된다. 분노의 전쟁이 끝난 다음에 정화의 가능성이 없다고 여긴 발라의 생각으로 벨레리안드가 수몰 되는 순간 함께 가라앉는다.